# Кичиер (посёлок)
 Кичиер  — посёлок в Волжском районе Республики Марий Эл. Входит в состав Обшиярского сельского поселения.

## География
Находится в южной части республики Марий Эл на расстоянии приблизительно 20 км по прямой на север от районного центра города Волжск на берегу озера Кичиер.

## История
Посёлок был образован в 1973 году на основе санатория «Кичиер», санатория-профилактория «Строитель» и кичиерского дома лесничества с общим числом жителей 115 человек.

## Население
Население составляло 230 человека (мари 52 %, русские 40 %) в 2002 году, 210 в 2010.

## Инфраструктура
Санаторий «Кичиер» основан в 1967 году на базе пионерлагеря им. Комарова как санаторий-профилакторий. В посёлке также действует санаторий-профилакторий «Строитель» республиканского объединения Марийскколхозздравница.